# Joel Anthony
Joel Vincent Anthony (Mont-real, Quebec, 9 d'agost de 1982) és un jugador de bàsquet canadenc que actualment forma part de la plantilla dels San Antonio Spurs de l'NBA. Mesura 2,06 metres, i juga de pivot. És un jugador defensiu que fa pocs punts però molts taps i rebots.